# Çarpışma
Çarpışma (en español: Colisión) es una serie de televisión turca de 2018 producida por Ay Yapım y emitida por Show TV.

## Trama
La vida de cuatro personas se cruzan entre sí después de un accidente y a partir de allí el destino nunca más los separará: Kadir, un policía que intenta suicidarse; Zeynep, una mujer que desea recuperar a su hija; Cemre, la heredera de una poderosa firma de abogados; y Kerem, un joven que acaba de salir de la cárcel y se ha metido en un problema mayor.

## Reparto
- Kıvanç Tatlıtuğ como Kadir Adalı
- Elçin Sangu como Zeynep Tunç
- Onur Saylak como Veli Cevher
- Melisa Aslı Pamuk como Cemre Gür
- Alperen Duymaz como Kerem Korkmaz
- Erkan Can como Haydar
- Mustafa Uğurlu como Selim Gür
- Rojda Demirer como Belma Gür
- Merve Çağıran como Meral
- Hakan Kurtaş como Demir
- İsmail Demirci como Galip Tunç
- Gonca Cilasun como Serpil Korkmaz
- Yıldırım Şimşek como Ömer Korkmaz
- Furkan Kalabalık como Adem
- Gökçen Çiftçi como Aylin Tunç
- Efecan Şenolsun como Yakup
- Buçe Buse Kahraman como Meltem
- Sevtap Özaltun como Aslı Adalı
- Merve Nil Güder como Deniz Adalı
- Ayşe İrem İpek como Zeynep (niña)
- Kivanç Gedük como Kadir (niño)

## Emisión internacional
Mega
 Telefe
 Teleamazonas
 Latina (Próximamente)
 BTV
 RTL Klub
 TV Klan
 SHAHID VOD
MBC 5
 MBC Irak
 El Fadjer TV
  Zap Novelas
 MX Player 
 Canal 2
  Teletica